# Illuminations (álbum)
Iluminations ("Iluminaciones") es un álbum a nombre de Carlos Santana y Alice Coltrane, y se publicó en septiembre de 1974. En la obra fonográfica de Carlos Santana aparte de su banda habitual, sucede inmediatamente al titulado "Love. Devotion. Surrender", éste a nombre de Carlos Santana y John McLaughlin.
Estos 2 álbumes crean en la trayectoria de Carlos Santana un nuevo rumbo relacionado con sus incursiones en la filosofía oriental. Por entonces, se presentaba como Devadip Carlos Santana. "Devadip" era un nombre espiritual que le había dado el gurú  Sri Chinmoy, que abre la sesión con un recitado y al que dedican la obra; "Devadip" significa o quiere significar "ojo, lámpara o luz de Dios". Puede verse a Sri Chimoy en la contraportada de "Love. Devotion. Surrender".
En "Iluminations" se mantiene la base de jazz-fusión de algunos de los primeros álbumes de la obra general de Santana, los de la segunda etapa, a la que pertenece este disco, que llegó a alcanzar el puesto n.º 15 en la lista de la publicación "Billboard". 
A instancias de la compañía discográfica, CBS, después del álbum "Borboletta" (1974) y a partir de " Amigos" (1975), Santana iría abandonando esa línea por otra más comercial, y, salvo ocasionales o transitorias vueltas a las andadas jazzísticas, seguiría en ella hasta hoy en día (2009).

## Composiciones, autorías y duraciones
La duración total es de 35'40".

### Lado 1
1. "Guru Sri Chinmoy Aphorism" - 1' 11"
2. "Angel of Air/Angel of Water" (Coster, Santana) - 9' 55"
3. "Bliss: the Eternal Now" (A. Coltrane) - 5' 33"

### Lado 2
1. "Angel of Sunlight" (Coster, Santana) - 14' 43"
2. "Illuminations" (Coster, Santana) - 4' 18"

### Nota
El comienzo de "Angel of Air/Angel of Water" ha sido tomado en  muestra por The Cinematic Orchestra para una de sus grabaciones.  

## Personal e instrumentario
- Carlos Santana: guitarra eléctrica.
- Alice Coltrane: piano, arpa y órgano Wurlitzer.
- Jules Broussard: saxo y flauta travesera.
- Tom Coster: piano y piano eléctrico Fender Rhodes.
- Dave Holland: bajo.
- Jack de Johnette: batería y percusión.
- José "Chepito" Areas: batería y percusión.
- Armando Peraza: percusión.
- Phil Ford:  tabla.
- Sección de cuerda:
  - Violines: Murray Adler, Ron Folsom, Nathan Kaproff, Gordon Marron, Charles Veal.
  -  Violas: Marilyn Baker, Meyer Bello, Rollice Dale, Allan Harshman, Myra Kestenbaum, David Schwartz.
  -  Violonchelos: Anne Goodman, Glenn Grab, Fred Seykoura.

- En el disco se oye también una tambura, tal vez tocada por Alice Coltrane.